# Études vétérinaires en Roumanie
En Roumanie, la formation des vétérinaires est assurée par 6 universités, situées à Bucarest, Cluj-Napoca, Iasi et Timișoara. Les études durent 6 ans après le cycle secondaire et débouchent sur le diplôme de doctorat en médecine vétérinaire avec une possibilité de prolonger sur un doctorat (PhD). Les universités de médecine vétérinaire de Bucarest, Cluj-Napoca, Iasi et Timișoara proposent également un enseignement en français et en anglais pour les étudiants internationaux,.

## Contexte
Les programmes sont organisés par les universités publiques et privées et sont accrédités par le Ministère de l’éducation National de Roumanie. Les programmes sont également accréditées par l'Union Européenne conformément à la directive européenne 2005/36 / CE et par ARACIS (Agence pour l'assurance de la qualité dans l'enseignement supérieur). La profession est ensuite réglementée par le Collège roumain des médecins vétérinaires.

## Sources et références
1. ↑  Par Guylaine Roujol Perez Le 26 septembre 2020 à 09h56 et Modifié Le 26 Septembre 2020 À 19h06, « Etudes à l’étranger : pourquoi la Roumanie attire de plus en plus de futurs vétérinaires », sur leparisien.fr, 26 septembre 2020 (consulté le 29 juillet 2021)
2. ↑  « Forbach. Élève vétérinaire en Roumanie, Anne-Catherine étudie à distance », sur www.republicain-lorrain.fr (consulté le 29 juillet 2021)